# 1391
- Wikisource

| Calendário gregoriano                                                        | 1391 MCCCXCI                                          |
| Ab urbe condita                                                              | 2144                                                  |
| Calendário arménio                                                           | 840 – 841                                             |
| Calendário bahá'í                                                            | -453 – -452                                           |
| Calendário budista                                                           | 1935                                                  |
| Calendário chinês                                                            | 4087 – 4088 Início a 5 de fevereiro (aproximadamente) |
| Calendário copta                                                             | 1107 – 1108                                           |
| Calendário etíope                                                            | 1383 – 1384                                           |
| Calendários hindus - Vikram Samvat - Calendário nacional indiano - Cáli Iuga | 1446 – 1447 1312 – 1313 4491 – 4492                   |
| Calendário Holoceno                                                          | 11391                                                 |
| Calendário islâmico                                                          | 793 – 794                                             |
| Calendário judaico                                                           | 5151 – 5152                                           |
| Calendário persa                                                             | 769 – 770                                             |
| Calendário rúnico                                                            | 1641                                                  |
| Calendário solar tailandês                                                   | 1934                                                  |

1391 (MCCCXCI na numeração romana) foi um ano comum do século XIV do Calendário Juliano, da Era de Cristo, a sua letra dominical foi A (52 semanas), teve início a um domingo e terminou também a um domingo.
| Ano completo                    |
| ------------------------------- |
| Ano comum com início ao domingo |

## Eventos
- 16 de janeiro — Iúçufe II torna-se o 11º rei do Reino Nacérida de Granada. Reinou até a sua morte em 1392.
- 18 de julho — Tamerlão vence Toquetamis na batalha do rio Kondurcha.
- O Beilhique de Hamid, um principado turco situado no que é hoje a Região do Mediterrâneo, no sul da Turquia, é definitivamente anexado pelo Império Otomano.
- Massacre de judeus em Barcelona.
- Em Portugal, realizam-se as cortes em Évora e Viseu.

## Nascimentos
- 31 de Outubro — rei Duarte de Portugal  (m. 1438).
- Gedun Drub — o primeiro Dalai Lama  (m. 1474).

## Mortes
- 16 de janeiro — Maomé V, oitavo rei do Reino Nacérida de Granada desde 1354  com um interregno  (n. 1338).
- 16 de fevereiro — João V Paleólogo, imperador bizantino  (n. 1332).
- 1 de agosto — Gastão III Febus, conde de Foix e visconde do Béarn  (n. 1331).